# Fora da Grei
Fora da Grei é o álbum de estreia do cantor brasileiro Rogério Skylab; lançado de forma independente em 1992, é o único álbum do músico a sair, a princípio, em formato de disco de vinil, e também seu único lançamento principal de estúdio a não fazer parte de uma série. Seu título é um trocadilho com a expressão "fora da lei".
A faixa "Naquela Noite" viria a ser regravada para seu disco subsequente, Skylab. "Blues do Para-Choque" foi regravada para Skylab III, "Casas da Banha" para Skylab VIII e "Palavras São Voláteis" para Melancolia e Carnaval.
O álbum pode ser baixado gratuitamente no site oficial de Skylab.

## Antecedentes
Anteriormente ao lançamento do álbum, Rogério Skylab (nome artístico de Rogério Tolomei Teixeira), formado em Letras e em Filosofia pela Universidade Federal do Rio de Janeiro, trabalhava como bancário numa agência do Banco do Brasil; apesar de já ter cantado num grupo punk pouco longevo de nome Setembro Negro em fins da década de 1980, Skylab já chegou a afirmar que, a princípio, nunca pensou em seguir carreira na música, ambicionando ou dedicar-se à literatura ou tornar-se professor.
Em 1991, "só por diversão", Skylab viajou a Juiz de Fora, Minas Gerais, para participar de um célebre festival de música que costumava acontecer lá. Inscrevendo-se com a canção "Samba do Skylab" (da qual viria a retirar seu nome artístico), ganhou o prêmio em dinheiro do primeiro lugar do festival. Ele então empregou o dinheiro para financiar a gravação de Fora da Grei. Apesar das "péssimas condições de produção", já que (nas palavras de Skylab), "na época, disco independente era um ET", Fora da Grei foi criticamente aclamado a ponto de ser considerado um dos melhores lançamentos do ano pelo Jornal do Brasil, e o músico foi convidado várias vezes por Jô Soares para promovê-lo em seus late-night talk shows Jô Soares Onze e Meia e, posteriormente, o Programa do Jô, o que viria a efetivamente lançar sua carreira musical. No entanto, Skylab só viria a trabalhar numa sequência em 1999, quando lançou seu primeiro de uma série de dez álbuns epônimos.

## Legado
Em 2023, "Naquela Noite" foi escolhida pelo site de notícias musicais Esquina Musical como uma das "canções mais assustadoras da MPB".

## Faixas
Todas as faixas escritas e compostas por Rogério Skylab.
| Lado A |                         |         |  |
| N.º    | Título                  | Duração |  |
| 1.     | "Fora da Grei"          | 3:06    |  |
| 2.     | "Blues do Para-Choque"  | 3:30    |  |
| 3.     | "Tucuruí"               | 2:10    |  |
| 4.     | "Palavras São Voláteis" | 4:05    |  |
| 5.     | "Casas da Banha"        | 3:09    |  |
| 6.     | "Essa Voz"              | 2:02    |  |

| Lado B         |                                                    |         |  |
| N.º            | Título                                             | Duração |  |
| 7.             | "Polka"                                            | 5:16    |  |
| 8.             | "Minha Vida É uma Estrada"                         | 7:17    |  |
| 9.             | "Naquela Noite"                                    | 3:51    |  |
| 10.            | "Uma Ideia na Mão e um Violão Vagabundo na Cabeça" | 2:57    |  |
| Duração total: | Duração total:                                     | 36:49   |  |

## Créditos
- Rogério Skylab – vocais
- Alexandre Guichard – charango, bandolim, violão de dez cordas
- Raimundo Nicioli – teclado
- João Ataíde – baixo, produção
- Edson Cortes, Don Fla – percussão
- Ayrton Seixas Jr. – arte de capa
- Adriano Raimundo – fotografia
- Tita Albuquerque – mixagem
- Ricardo Misutani – masterização
- Marcos Petrilo – produção executiva[1]